# Machaonia minutifolia
Machaonia minutifolia är en måreväxtart som beskrevs av Nathaniel Lord Britton och Percy Wilson. Machaonia minutifolia ingår i släktet Machaonia och familjen måreväxter.
Artens utbredningsområde är Kuba. Inga underarter finns listade i Catalogue of Life.